# Paolo Carosi
(Giancarlo Ceccarelli)
Paolo Carosi (Tivoli, 8 aprile 1938 – Roma, 15 marzo 2010) è stato un calciatore e allenatore di calcio italiano, di ruolo centrocampista.
Era soprannominato Il Barone.
È scomparso nel 2010 all'età di 71 anni. La S.S. Lazio lo ha voluto ricordare tramite il suo sito web ufficiale con una lettera.

## Carriera

### Giocatore

Carosi, ultimo a destra, con i compagni Castelletti e Zanetti.

Iniziò nelle giovanili del Tivoli e approdò alla Lazio nel 1958 appena ventenne. Il suo esordio avviene il 6 gennaio 1959 nel match di Coppa Italia contro il Varese(3-0 per i biancocelesti). Il suo esordio in Serie A, invece, avvenne il 19 aprile 1959 nella partita interna contro l'Alessandria (2-0 per i grigi). Due stagioni in qualità di riserva, quindi l'inserimento stabile in prima squadra proprio in coincidenza con l'anno della prima retrocessione dei biancocelesti nel campionato cadetto.
Il 3 marzo 1968 giocò l'ultima partita con la maglia della Lazio nella ventiseiesima giornata di Serie B contro il Catania (0-0). Con i capitolini conta 197 presenze complessive (176 in campionato, 19 in Coppa Italia e 2 in Coppa delle Alpi) e 3 gol (tutti in campionato). Nel novembre del 1962 si trasferisce all'Udinese e al termine del campionato fece ritorno alla Lazio, dove rimase fino al termine della stagione 1967-1968 quando passò al Catania.
Un singolare aneddoto della storia di Paolo Carosi è riferito alla 5ª giornata del campionato 1966-1967. Si giocava a San Siro, Milan-Lazio e l'arbitro Angonese, con i rossoneri in vantaggio per 2-1, fischiò la fine dell'incontro con due minuti di anticipo. L'allenatore biancoceleste Mannocci ed alcuni giocatori si resero conto della svista arbitrale e protestarono vibratamente mentre altri, tra cui il Barone Carosi rientrarono mestamente negli spogliatoi. Angonese, accortosi dell'errore, richiamò in campo le due squadre. Carosi, che era già sotto la doccia, si rivestì in fretta e tornò in campo, sollecitato dalle preghiere di compagni ed avversari. Non si riallacciò neanche gli scarpini e non tornò nella sua posizione abituale (tanto mancavano la miseria di due minuti), stazionando a metà campo. Ricevette un pallone innocuo e, vedendo il compagno di squadra Bagatti libero, glielo porse di precisione, mandandolo in rete per il gol del definitivo 2-2.

### Allenatore

"Il Barone" in veste di tecnico della Lazio.

Appesi gli scarpini al chiodo, Carosi tornò alla Lazio per muovere i primi passi da allenatore. Per cinque anni guidò la formazione Primavera, portandola alla vittoria del campionato 1975-1976. In quella squadra maturarono elementi come Bruno Giordano, Lionello Manfredonia, Andrea Agostinelli, Stefano Di Chiara, Maurizio Montesi e Massimo De Stefanis. Dopo aver partecipato e superato a pieni voti il "Supercorso" di Coverciano, Paolo Carosi lasciò il mondo dei giovani per intraprendere la strada di tecnico dei "professionisti". Dopo le prime esperienze all'Avellino (squadra che portò in Serie A), passò alla Fiorentina, con cui arrivò al sesto posto in classifica nel campionato 1979-1980; l'anno successivo fu però esonerato, nel mese di gennaio del 1981, per pressioni degli ultras dovute alla momentanea classifica deludente. Fu quindi al Cagliari, al Bologna per fare poi ritorno nella Capitale, nella sua amata Lazio.
Giorgio Chinaglia, allora presidente dei capitolini, lo chiamò alla guida di una squadra in grande difficoltà  alla 13ª giornata del campionato 1983-1984, in sostituzione di Juan Carlos Morrone; grazie ad un ottimo girone di ritorno, Carosi riuscì a centrare la salvezza all'ultima giornata grazie al pareggio per 2-2 sul campo del Pisa. L'ovvia conferma al timone del vascello laziale si tramutò nel giro di un paio di mesi in un successivo esonero. Eliminata dalla Coppa Italia e con un inizio di campionato con due sconfitte contro Fiorentina e Udinese, Chinaglia decise di dare il benservito al tecnico tiburtino, sostituendolo con l'esperto Juan Carlos Lorenzo prima e con il duo Oddi-Lovati poi. La scelta non si rivelò buona e la squadra concluse il campionato con soli 15 punti retrocedendo in Serie B. Sedette per 25 volte (20 in campionato e 5 in Coppa Italia) sulla panchina dei biancocelesti.
L'anno successivo, subentra all'esonerato Alfredo Magni come allenatore del Monza, terminando il campionato cadetto all'ultimo posto. Ciononostante guidò i brianzoli alla conquista dell'Olimpico (0-1) facendo sprofondare la sua ex squadra, la Lazio, nei bassifondi della classifica.

## Palmarès

### Giocatore

#### Competizioni nazionali
- Coppa Italia: 1

Lazio: 1958

### Allenatore

#### Competizioni giovanili
- Torneo Internazionale Sanremo: 1

Lazio: 1974
- Campionato Primavera: 1

Lazio: 1975-1976